# Bahnhof Engelskirchen
Der Bahnhof Engelskirchen ist ein Bahnhof der Aggertalbahn in der Ortsmitte von Engelskirchen.

## Lage
Der Bahnhof befindet sich nahe der Agger in der Ortsmitte von Engelskirchen. Die Anschrift des Bahnhofs ist Bahnhofplatz.

## Beschreibung
Der Bahnhof verfügt über einen Mittelbahnsteig und einen überdachten Wartebereich. Im Bereich des Bahnhofsplatzes befindet sich ein Busbahnhof.

## Geschichte

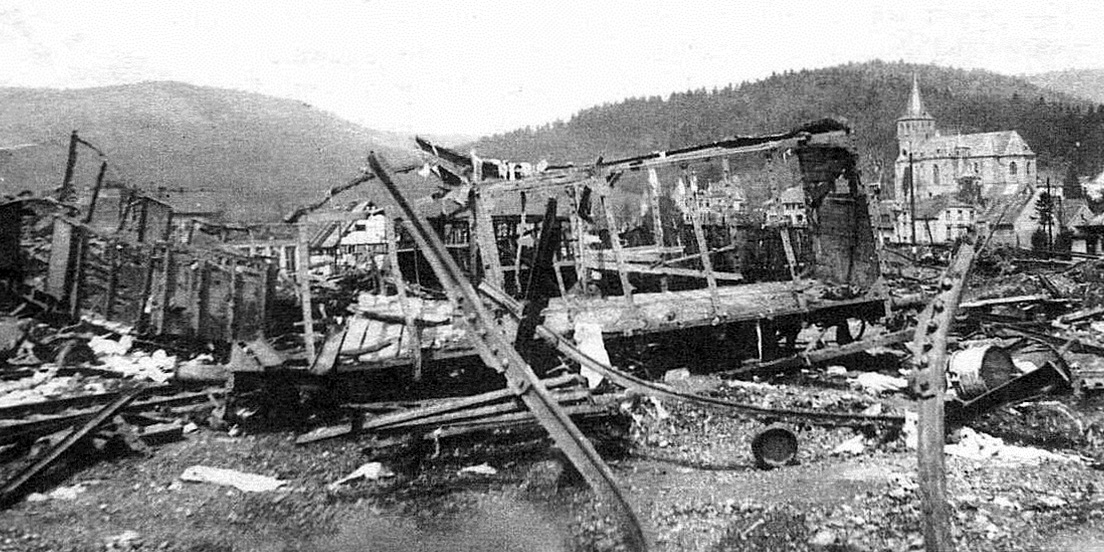
Der Bahnhof nach den Luftangriffen des Zweiten Weltkriegs

Der Verlauf der Bahnstrecke Siegburg–Olpe (Aggertalbahn) geht maßgeblich auf das 1860 von ortsansässigen Industriellen gegründete „Eisenbahnkomitee“ zurück. Das erste Bahnhofsgebäude wurde mit der Errichtung der Aggertalbahn erbaut und am 15. Oktober 1884 erstmals bedient. Da die Eisenbahnverwaltung auf dem angeschütteten Boden kein massives Gebäude errichten wollte, wurde ein in Gelsenkirchen-Rotthausen nicht mehr benötigtes Holzfachwerkhaus dort ab- und in Engelskirchen wieder aufgebaut.
Der Bahnanschluss hatte großen wirtschaftlichen Einfluss auf Engelskirchen, da somit die Frachtraten der ortsansässigen Betriebe deutlich sanken. Zudem hatte der Bahnhof einen Gleisanschluss an die 1897 in Betrieb genommene meterspurige Leppetalbahn. Deren Bahnhof lag in östlicher Richtung, die Personenzüge fuhren östlich der Märkischen Straße ab. Grauwacke, die zuvor im Leppetal abgebaut und mit der Kleinbahn befördert wurde, konnte am Bahnhof Engelskirchen umgeladen und abtransportiert werden. 1888 wurden in Engelskirchen täglich 28 Güterwaggons beladen. Darüber hinaus diente der Bahnhof Transportzwecken der Baumwollspinnerei Ermen & Engels. Firmengründer Friedrich Engels hatte sich zuvor für eine Verlängerung der Bahnstrecke ins Oberbergische eingesetzt.
Nach dem Ende des Ersten Weltkriegs lag Engelskirchen im Grenzbereich der Besatzungszone, die in einem Radius von 30 Kilometern um Köln verlief. Von Dezember 1918 bis November 1919 besetzten britische Soldaten den Bahnhof und untersagten den Zugverkehr zwischen Engelskirchen und dem Bahnhof Ehreshoven, um Schmuggelverkehr zu unterbinden. 1932 waren am Bahnhof ein Bahnhofsvorsteher sowie zwölf Mitarbeiter beschäftigt. Die Bahnmeisterei Engelskirchen beschäftigte neben einem Reichsbahninspektor 35 weitere Personen.
Nachdem das IX Tactical Air Command am 16. März 1945 die Bahnstrecke zwischen Engelskirchen und Overath bombardiert hatte, ruhte der Bahnverkehr auf diesem Streckenabschnitt. Bis Engelskirchen transportierte Munition wurde am Bahnhof in Lkw verladen. Daher befanden sich während der Luftangriffe auf Engelskirchen mehrere Munitionszüge im Bahnhof; auf dem Bahnhofsvorplatz warteten mehrere Fahrzeuge. Bahnhof, Gleisanlagen und Munitionszüge wurden bei dem Angriff komplett zerstört. Nach der Zerstörung plante Wilhelm Riphahn den Wiederaufbau von Engelskirchen. Mit den Worten: „Engelskirchen darf kein großer Rangierbahnhof werden!“ empfahl er, die bestehenden Gleise hinter das Bahnhofsgebäude zu verlegen und die Leppetalbahn nicht wieder aufzubauen. Das Bahnhofsgelände sei „ein ausgedehntes schwarzes Loch mit Lärm und Rauch und Ruß“, so Riphahn weiter, der sich mit seinen Plänen jedoch nicht durchsetzen konnte. Stattdessen wurde die Ruine abgerissen und durch ein provisorisches Gebäude ersetzt. 1957 wurde ein neues Bahnhofsgebäude eröffnet.
Nach Stilllegung der Leppetalbahn 1958 (der Personenverkehr war bereits 1949 eingestellt worden) wurden die durch die Ortsmitte zum Bahnhof führenden Gleise zunächst überteert, später dauerhaft entfernt.
Ab Mitte 2013 wurde der Bahnhof saniert. Dabei wurden Gleise und Signaltechnik erneuert und der Mittelbahnsteig verbreitert. Anfang 2014 wurde die Sanierung abgeschlossen. Seit ungefähr 2014 wurde das Bahnhofsgebäude, in dem zuvor ein Gastronomiebetrieb tätig war, nicht mehr genutzt. Im Februar 2018 kündigte ein Investor an, das Gebäude abreißen und einen Neubau errichten zu wollen, der Ende 2019 fertiggestellt sein sollte. 2019 wurde das Gebäude abgerissen und an dessen Stelle bis 2021 ein Wohn- und Geschäftshaus errichtet. 2022 begannen die Arbeiten für eine Mobilstation.

## Betriebsanlagen

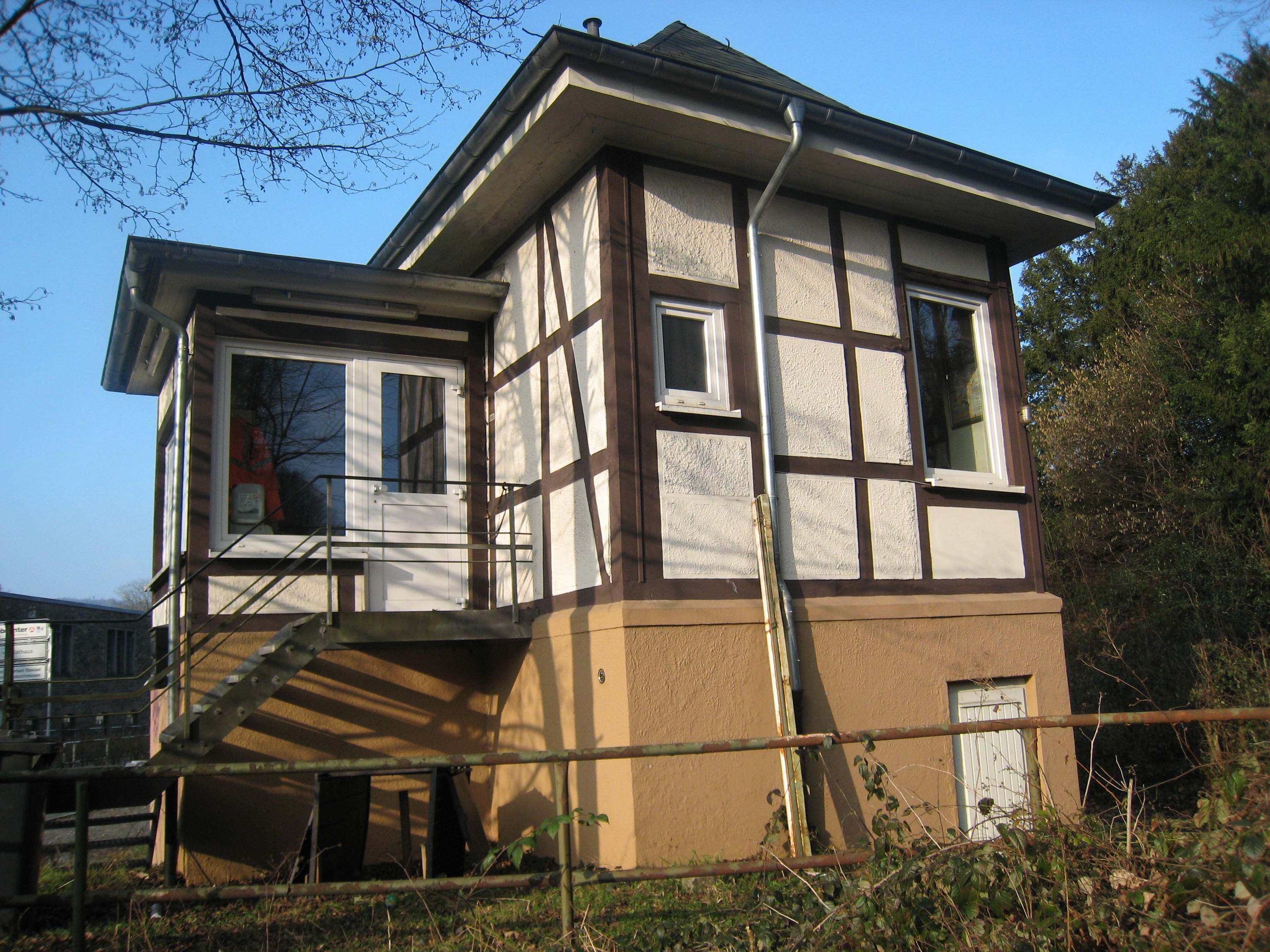
Das Stellwerksgebäude

Am Bahnhof befindet sich ein 1912 erbautes Stellwerk, das von der Gemeinde nach Stilllegung Anfang 2014 unter vorläufigen Denkmalschutz gestellt wurde.
Gleise der naheliegenden Baumwollspinnerei sind heute noch im Bereich des LVR-Industriemuseums zu sehen.

## Verkehrsanbindung
Der Bahnhof wird von der Regionalbahn 25, die zwischen Köln-Hansaring und Lüdenscheid verkehrt, bedient.
| Linie | Verlauf | Takt                                                       |
| ----- | --- | ---------------------------------------------------------- |
| RB 25 | Oberbergische Bahn: Köln Hansaring – Köln Hbf – Köln Messe/Deutz – Köln Trimbornstraße – Köln Frankfurter Straße – Rösrath-Stümpen – Rösrath – Hoffnungsthal – Lohmar-Honrath – Overath – Engelskirchen – Ründeroth – Gummersbach-Dieringhausen – Gummersbach – Marienheide – Meinerzhagen – Kierspe – Halver-Oberbrügge – Lüdenscheid-Brügge – Lüdenscheid Stand: Fahrplanwechsel Dezember 2023 | 30 min (Köln–Gummersbach) 60 min (Gummersbach–Lüdenscheid) |